# Коттен, Софи
Софи Коттен (фр. Sophie Cottin), урождённая Софи Ристо (фр. Sophie Ristaud), в замужестве г-жа Мари Коттен (фр. Mme Marie Cottin), 22 марта 1770, Тоннен — 25 августа 1807, Париж) — известная французская писательница начала XIX века.

## Биография
В 1790 году вышла замуж за парижского банкира Жана Поля Мари Коттена (фр. Jean-Paul-Marie Cottin), скончавшегося 14 сентября 1793 года в ночь перед своим арестом. После этого тщетно пыталась спасти других членов своей семьи, выдав обвинителю трибунала Фукье долю оставшегося ей от мужа состояния. После казни родственников покинула Париж и поселилась в Шамплене, маленькой деревне Эссонна. Там в своём доме она прятала депутата законодательного собрания Вьено, графа де Воблана, заочно приговорённого к казни 17 октября 1795 года.
Её первый роман «Клер д’Альб» (1798, напечатан анонимно), был посвящён соотечественникам, вынужденным покинуть Францию. Затем последовали романы «Мальвина» (1800), «Амели Мансфилд» (1802), «Матильда, или Записки, взятые из истории крестовых походов» (1805), «Элизабет, или Сибирские изгнаники» (1806). В своё время все они пользовались большой известностью и были переведены на множество языков (в том числе и на русский), однако позже совершенно забыты. Публиковалась под именем Госпожи Коттен.
В основе фабулы романа «Элизабет, или Сибирские изгнаники» лежала история Прасковьи Лупаловой. В 1823 году балетмейстер Гаэтано Джойя использовал роман Софи Коттен при постановке балета «Сибирские изгнанники». В 1825 году Стендаль, сравнивая роман Коттен с короткой повестью Ксавье де Местра «Юная сибирячка» (1815), упрекнул писательницу в том, что она «злоупотребляет описанием любви».
В 1817 году вышло первое издание полного собрания сочинений Коттен, за которым последовали и другие. Её авторству также принадлежит сборник высказываний и максим «Pensées, maximes et réflexions morales».
Умерла после трёх месяцев тяжёлой болезни, не закончив свой последний роман, посвящённый образованию. Сент-Бёв утверждал, что мадам Коттен закончила жизнь самоубийством. Похоронена на кладбище Пер-Лашез.